# Стражець (Разградська область)
Стра́жець (болг. Стражец) — село в Разградській області Болгарії. Входить до складу общини Разград.

## Населення
За даними перепису населення 2011 року у селі проживали 1562 особи.
Національний склад населення села:
| Національність   | Кількість осіб | Відсоток |
| ---------------- | -------------- | -------- |
| турки            | 822            | 60,5%    |
| болгари          | 325            | 23,9%    |
| цигани           | 125            | 9,2%     |
| інша             | 65             | 4,8%     |
| не визначились   | 22             | 1,6%     |
| Всього відповіли | 1359           |          |

Розподіл населення за віком у 2011 році:
Динаміка населення: